# Pocahontas (1995)
Pocahontas é um filme de animação estadunidense dos gêneros drama histórico e musical lançado em 1995 pela Walt Disney Pictures. É o 33º longa-metragem de animação produzido pela Disney, sendo o sexto filme produzido e lançado durante a chamada Era Renascentista da Disney. Dirigido por Mike Gabriel e Eric Goldberg, o filme faz um retrato ficcional do encontro histórico da nativa americana Pocahontas com o inglês John Smith e os colonos em Jamestown que chegaram a partir da Virginia Company. Foi o primeiro longa-metragem animado da Disney inspirado em um personagem real
Foi produzido por James Pentecost a partir de um roteiro escrito por Philip LaZebnik, Carl Binder e Susannah Grant. O elenco de voz do filme apresenta Irene Bedard e Mel Gibson como Pocahontas e Smith, respectivamente, além de David Ogden Stiers, Billy Connolly, Frank Welker, Christian Bale e Linda Hunt. A trilha sonora foi composta por Alan Menken, que também escreveu as canções do filme com o letrista Stephen Schwartz.
Depois de fazer sua estreia como diretor em The Rescuers Down Under (1990), Mike Gabriel concebeu o filme durante um fim de semana de Ação de Graças. O projeto entrou em desenvolvimento simultaneamente com O Rei Leão (1994) e atraiu a maioria dos principais animadores da Disney. Enquanto isso, o presidente do estúdio, Jeffrey Katzenberg, decidiu que o filme deveria ser um épico romântico sério no estilo de Beauty and the Beast (1991), na esperança de que, assim como este, também fosse indicado ao Oscar de melhor filme. Os roteiristas Binder, Grant e LaZebnik tomaram liberdade criativa com a história na tentativa de tornar o filme palatável para o público.
Pocahontas foi lançado em 16 de junho de 1995, com reações mistas dos críticos, que elogiaram sua animação, performances de voz e música, mas criticaram sua história com a falta de foco no tom. As imprecisões históricas e a licença artística do filme receberam respostas polarizadas. O filme arrecadou mais de US$ 346 milhões nas bilheterias e recebeu dois Óscars: Melhor trilha sonora em comédia (por Menken) e Melhor canção original (por "Colors of the Wind"). Segundo alguns críticos, a representação de Pocahontas como uma heroína empoderada influenciou outros filmes subsequentes da Disney, como Mulan (1998) e Frozen (2013). Ganhou uma sequência diretamente em vídeo, intitulada Pocahontas II: Journey to a New World, lançada em 1998.

## Enredo
Em 1607, um navio de colonos britânicos da Companhia da Virgínia embarca para o "Novo Mundo". A bordo do navio estão Capitão John Smith e o líder da viagem, o governador Ratcliffe, que acredita que os nativos americanos locais estão escondendo uma vasta coleção de ouro e procura ganhar isso por conta própria. O navio é pego por uma tempestade, e Smith salva um homem do afogamento, um jovem chamado Thomas. No povo local no Novo Mundo, Pocahontas, filha de Chief Powhatan, discute a possibilidade de ela se casar com Kocoum, um bravo guerreiro que ela vê como demasiado "sério" quando em conflito com sua personalidade espirituosa. Chefe Powhatan dá à Pocahontas o colar de sua mãe como um presente. Pocahontas, junto com seus amigos, o glutão guaxinim Meeko e o beija-flor Flit, visitam a Vovó Willow (salgueiro), que em uma conversa espiritual a alerta para a presença dos ingleses.
Governador Ratcliffe tem uma fortaleza construída em uma clareira de floresta, nomeando-a James Town, em homenagem ao rei da Inglaterra, e rapidamente os tripulantes começam a cavar para encontrar o ouro. Smith sai para explorar o "Novo Mundo", e, eventualmente, encontra Pocahontas. Ligam-se rapidamente, um fascinado pelo mundo do outro. Os dois se apaixonam, contrariando as ordens do chefe Powhatan, para se manter longe dos ingleses, após Kocoum e outros guerreiros se envolverem em uma luta. Enquanto isso, Meeko perturba Percy, cão mimado de Ratcliffe, e torna-se a ruína de sua existência. Pocahontas introduz Smith a Vovó Willow, que evita outros dois tripulantes mandados pelo Ratcliffe, e depois vovó Willow prepara uma partida um dos seus troncos faz com que eles tropecem na partida, e eles cheios de medos, levem uma chicotada nos Traseiros e Fogem, no entanto smith conta para Pocahontas que logo a noite vão ter um encontro, no entanto, os guerreiros nativos chegam para Reunir com o Chefe Powhatan, para derrotarem os Soldados Ingleses, Pocahontas Tenta convencer o Seu Pai para não Lutar Com os Ingleses, mas powhanta diz o contrário e entende o que a filha diz, em Jamestown, John Smith Confrota Ratcliffe para não para atacar os indígenas por causa de ouro e smith diz que não há ouro, e depois Ratcliffe Furioso diz a smith que será julgado de traição e enforcamento.
a amiga de Pocahontas 'Nakoma' descobre seu relacionamento com Smith e conta para Kocoum. Thomas também segue Smith mandatado por Ratcliffe, e tanto ele como Kocoum testemunham o beijo dos dois. Em um ataque de ciúmes, Kocoum ataca e tenta matar Smith, mas é morto por um tiro de Thomas. Chefe Powhatan furioso declara guerra aos tripulantes, e Smith recebe a punição de ser executado ao nascer do sol.
Thomas adverte os tripulantes sobre a captura de Smith, e Ratcliffe prepara os homens para a batalha como uma desculpa de salvar Smith do povo e encontrar seu ouro inexistente. Pocahontas vai se consolar com a Vovó Willow, e ela lhe aconselha a seguir seu coração, Meeko interrompe quando aparece com uma bússola que aponta na direção de Smith, levando a seu destino. Ela interrompe com sucesso a execução de Smith, mas Ratcliffe tenta atirar em Chefe Powhatan para começar uma batalha, porém Smith entra na frente tomando a bala. O governador é capturado e preso pelos tripulantes. No final, Smith é forçado a voltar para casa para começar o tratamento devido ao ferimento, deixando Pocahontas e com a bênção de Chefe Powhatan para retornar no futuro.

## Elenco
- Irene Bedard como Pocahontas
- Mel Gibson como John Smith
- David Ogden Stiers como Governador Ratcliffe e Wiggins
- Russell Means como Chefe Powhatan
- Christian Bale como Thomas
- Linda Hunt como Vovó Willow
- Danny Mann como Percy
- Billy Connolly como Ben
- Joe Baker como Lon
- Frank Welker como Flit
- Michelle St. John como Nakoma
- James Apaumut Fall como Kocoum
- Gordon Tootoosis como Kekata

## Produção

### Desenvolvimento
Após o lançamento de The Rescuers Down Under (1990), o diretor Mike Gabriel estava ansioso para colaborar com o veterano artista de histórias da Disney, Joe Grant, em um projeto de acompanhamento que era muito diferente do filme de aventura de animação. Em abril e maio de 1991, eles fizeram parceria pela primeira vez em uma adaptação de O Lago dos Cisnes, com os dois escrevendo esboços de histórias e criando obras de arte conceituais. Gabriel e Grant então enviaram seu esboço para aprovação, mas foi recebido negativamente pelos analistas de roteiro do estúdio. Anteriormente, durante o fim de semana de Ação de Graças de 1990, Gabriel queria dirigir um musical de animação ambientado no oeste americano. No jantar de Ação de Graças de um parente, enquanto olhava vários títulos em sua estante, Gabriel teve a ideia de adaptar a vida de Pocahontas depois de encontrar um livro sobre ela. Após o cancelamento de O Lago dos Cisnes, Gabriel prosseguiu com a ideia.
Pouco depois, Gabriel lançou sua ideia no encontro "Gong Show" realizado por Michael Eisner, Jeffrey Katzenberg, Peter Schneider e Roy E. Disney. Ele havia escrito o título "Pocahontas de Walt Disney" num estilo da personagem Tiger Lily de Peter Pan (1953) no verso da qual ele gravou um breve discurso que dizia "uma princesa indiana [sic] que está dividida entre os desejos de seu pai de destruir os ingleses colonos e seu desejo de ajudá-los, uma garota presa entre seu pai e seu povo, e seu amor pelo inimigo". Coincidentemente, o presidente da divisão de animação da Disney Peter Schneider estava desenvolvendo uma versão animada da peça Romeu e Julieta de William Shakespeare e observou várias semelhanças entre sua ideia e a proposta de "Pocahontas" de Gabriel; Schneider relembrou: "estávamos particularmente interessados em explorar um tema em comum que era o 'Se não aprendermos a viver uns com os outros, vamos nos destruir'". A proposta de Gabriel foi aceita rapidamente, tornando-se a reviravolta mais rápida na história dos estúdios Disney.

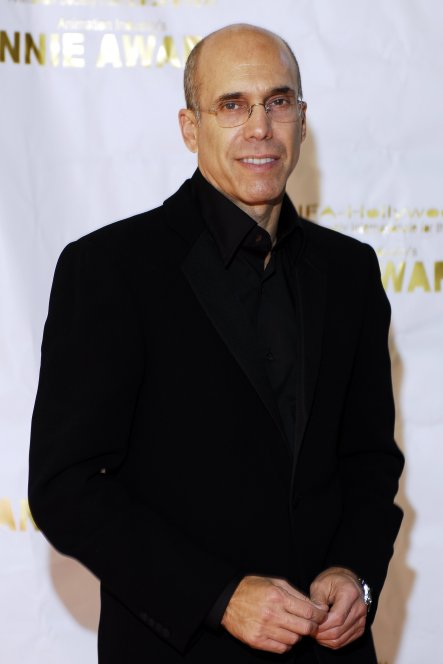
Jeffrey Katzenberg desejava que Pocahontas fosse indicado ao Óscar de Melhor Filme.

Depois que Beauty and the Beast (1991) foi indicado sem precedentes ao Óscar de Melhor Filme durante a 64ª cerimônia, o então presidente da empresa Jeffrey Katzenberg optou por produzir outro filme de romance de animação na esperança de alcançar um feito semelhante. Enquanto Aladdin (1992) e O Rei Leão (1994) foram considerados muito desenvolvidos, Katzenberg considerou Pocahontas uma candidata promissora e, portanto, pressionou para que a heroína fosse mais velha, que o romance entre ela e Smith fosse mais maduro e que os animais fossem mudos. O "cabeça da história" Tom Sito declarou oficialmente que queria incluir piadas "mais amplas", mas os "supervisores queriam que [o filme] fosse mais cativante, mais gentil. Algumas pessoas estavam tão preocupadas com o politicamente correto que não queriam ser malucos em relação a isso".
Eric Goldberg, que contribuiu em Aladdin como supervisor de animação do Gênio, foi convidado a codirigir Pocahontas ao lado de Gabriel, com o qual ele concordou (até aquela altura, todas as unidades de animação de O Rei Leão já estavam ocupadas). Da mesma forma, ele originalmente esperava que o filme fosse mais cômico e caricatural como Aladdin, mas Schneider o informou que o filme seria produzido em uma veia mais semelhante de Beauty and the Beast. Os tumultos de Los Angeles ocorridos em 1992 contribuíram para que Goldberg se comprometesse ainda mais com o filme devido a suas questões raciais. No entanto, a interferência executiva cresceria tanto que o próprio Goldberg decidiu trabalhar para a Chuck Jones Productions sob o pseudônimo de "Claude Raynes" durante a produção. Eventualmente, a produção do filme atingiu um clímax quando Joe Grant desenhou Percy vestindo uma pena nativa americana, pelo que os animadores levaram o conceito um passo adiante, colocando um colar espanhol em Meeko; um executivo exclamou: "Os animais não têm inteligência para trocar de roupa! Eles nem mesmo têm polegares opostos". Os animadores manteriam seu conceito para o filme.
Sob Katzenberg, Frank Wells e Michael Eisner, os estúdios Disney começaram uma correlação de contratação de pessoal da Broadway para gerenciar a equipe de animação da Disney em seus longas-metragens que trouxeram produtores como Amy Pell para Aladdin e Sarah McArthur e Thomas Schumacher para O Rei Leão. Antes de fazer sua estreia como produtor em Pocahontas, James Pentecost havia trabalhado anteriormente como gerente de palco de produção em várias produções da Broadway, incluindo La Cage aux Folles e Crimes do Coração.
Em junho de 1992, os cineastas embarcaram em uma viagem de pesquisa para Jamestown Settlement, onde Pentecost conheceu Shirley "Little Dove" Custalow-McGowan e Debbie "White Dove" Custalow, ambas descendentes dos nativos americanos Powhatan. A viagem também incluiu uma visita à Reserva Indígena Pamunkey e entrevistas com historiadores da Old Dominion University. Após a viagem de pesquisa, Custalow-McGowan atuou como consultora viajando para os estúdios da Disney três vezes e, embora a própria ofereceu seus serviços gratuitamente, a Disney pagou a ela uma taxa diária de consultoria de US$ 500 mais despesas. No final das contas, quando veio à tona que a precisão histórica não estava sendo seguida na medida que ela esperava, McGowan expressou seus sentimentos de vergonha que sentiu em conjunto com seu trabalho no filme. Consultores nativos americanos adicionais foram trazidos para autenticar as roupas e a coreografia da dança de guerra.. No mesmo mês, Katzenberg realizou uma reunião com a equipe de animação na qual deduziu que Pocahontas seria um sucesso comercial, enquanto considerava O Rei Leão experimental e com menos probabilidade de sucesso. Como resultado, a maioria dos animadores da Walt Disney Feature Animation decidiu trabalhar em Pocahontas, acreditando que seria o mais prestigioso e bem-sucedido dos dois filmes.

### Escrita do roteiro
Em janeiro de 1993, Carl Binder se juntou ao projeto, tendo experiência anterior como roteirista de televisão em programas como Punky Brewster, War of the Worlds, Friday the 13th - The Series e Top Cops. Quatro meses depois, Susannah Grant e Philip LaZebnik se juntaram à equipe de roteiristas; Susannah Grant foi selecionada pela Disney como roteirista de Pocahontas depois de ganhar o Nicholl Fellowships in Screenwriting concedido pela Academia no ano anterior, enquanto ainda frequentava a escola de cinema. A bordo como roteirista, ela era apenas uma das muitas que estava contribuindo com a visão específica que a alta administração da Disney tinha em mente e colaborou com consultores nativos americanos. Enquanto trabalhava no filme, Susannah Grant escreveu para um esboço de história específico e nenhuma cena foi reescrita menos de trinta e cinco vezes até que ela sentisse que estava adequada.
O supervisor de história Tom Sito, que se tornou o consultor histórico não oficial do projeto, fez uma extensa pesquisa sobre o início da era colonial e a história de John Smith e Pocahontas, mas foi confrontado com as imprecisões históricas dos historiadores. Já sabendo que, na realidade, Pocahontas se casou com John Rolfe, Gabriel explicou que sentiu que "a história de Pocahontas e Rolfe era muito complicada e violenta para um público jovem", então, em vez disso, eles se concentrariam no encontro de Pocahontas com John Smith. Os cineastas descobriram que Pocahontas originalmente tinha cerca de doze anos e Smith era "um personagem não muito agradável", no qual o produtor James Pentecost confessou que era necessária uma licença dramática. Da mesma forma, ao procurar uma idade apropriada para Pocahontas começar seu relacionamento com Smith, Glen Keane explicou: "Tínhamos a opção de ser historicamente precisos ou socialmente responsáveis, então escolhemos o lado socialmente responsável", aumentando a idade de Pocahontas de uma menina para uma jovem mulher.

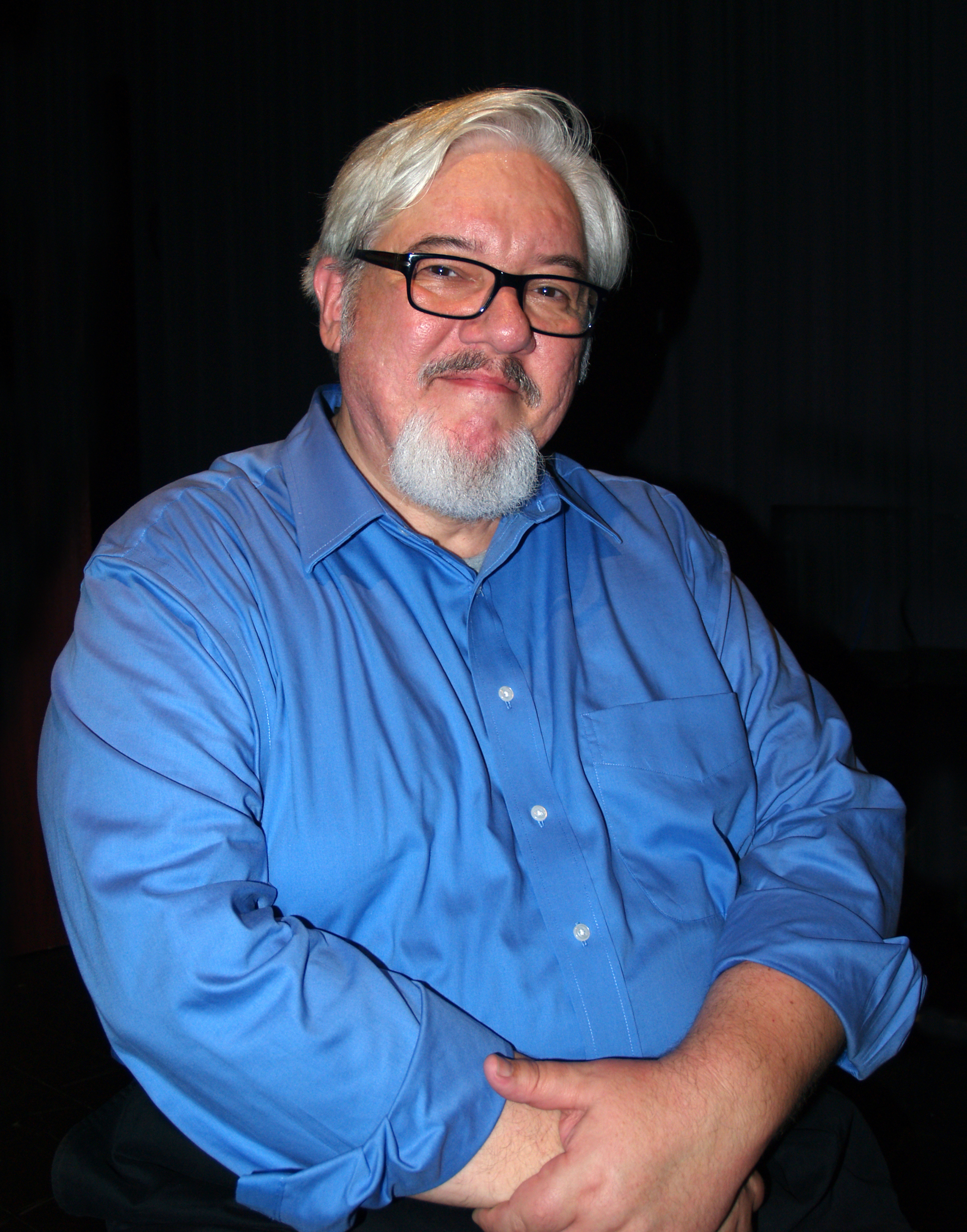
Tom Sito atuou como supervisor da história

Uma das primeiras ideias de Gabriel era que a mãe de Pocahontas fosse incorporada em uma certa estrela no céu que ajudaria Pocahontas a encontrar seu caminho para Smith. O Rei Leão, no entanto, já carregava simultaneamente uma ideia semelhante dos ancestrais de Simba dando sabedoria e orientação ao protagonista, então a ideia foi descartada. Michael Eisner pressionou para que Pocahontas tivesse uma mãe na história, lamentando que "estamos sempre sendo fritos por não ter mães"; os escritores argumentaram que os Powhatan eram polígamos e formavam alianças dinásticas entre outras tribos vizinhas ao engravidar uma mulher local e dar a luz às crianças, então acreditava-se que a própria Pocahontas provavelmente não veria muito sua mãe. Num último recurso, ficou decidido que o espírito da mãe de Pocahontas seria representado pelos redemoinhos frequentes ao longo do filme.
Para a concepção do vilão, eles escolheram John Ratcliffe, cuja interpretação foi baseada em capitães ingleses reais, incluindo John Martin, Christopher Newport e Edward Maria Wingfield. Na verdade, era Wingfield quem desprezava John Smith, mas os cineastas preferiram o tom sinistro de "Ratcliffe". Os roteiristas tentaram adaptar eventos reais da vida de Pocahontas para o filme, como ela alertando Smith de que os nativos americanos estavam atrás dele para que ele pudesse escapar no meio da noite, os Powhatan ordenando que Smith fosse capturado e Pocahontas sendo capturada por Ratcliffe (em vez de Samuel Argall), embora nenhuma dessas tomadas tenha sido utilizada na história final.
Sito mencionou que Joe Grant contribuiu fortemente para o filme, já que ele foi o criador de Redfeather, Meeko e Flit. Redfeather seria um peru espertinho que deveria ser dublado por John Candy, e Percy (o cão de estimação de Ratcliffe), que seria dublado por Richard E. Grant, foi revisado para se tornar mudo. Após a morte de John Candy em março de 1994, a co-roteirista Susannah Grant decidiu que o peru era inapropriado para o roteiro que ela co-escreveu para Pocahontas, e numa abordagem mais realista teria os animais fazendo seus sons naturais em vez de falar. Sobre Redfeather, Joe Grant afirmou que ele "tinha potencial cômico, o personagem se achava bonito, um mulherengo. Quando decidimos que ele não podia falar tentamos empregar o uso de mímica nele, mas por ele não ter mãos..."
Joe Grant mais tarde desenharia um esboço conceitual de um guaxinim trançado de cabelo, no qual Glen Keane animou e afirmou que os diretores "amaram a ideia e se livraram do personagem peru". Da mesma forma, de acordo com Sito, Meeko foi criado porque eles eram "naturalmente enigmáticos, porque tinham mãos pequenas e uma pequena máscara sobre o rosto como um ladrão". Gabriel descreveu a inspiração para Flit, o beija-flor: "havia vários deles em todo o meu quintal, [e] pensei: 'É um ótimo animal para animar'". De acordo com os diretores, o animal de estimação mimado do governador Ratcliffe, Percy, foi baseado na história, uma vez que a realeza da época costumava carregar pequenos pugs aonde quer que fossem.
Para o ancestral espiritual de Pocahontas, um personagem masculino chamado Old Man River foi originalmente imaginado, com Gregory Peck sendo escalado para o papel. Peck mais tarde percebeu que o personagem deveria ser uma figura materna e relutantemente recusou o papel. Concebida como uma árvore da vida cujas mudanças sazonais moldariam a história, a Vovó Willow cresceu a partir de um esboço conceitual de uma árvore serrada com um galho apontando para seus anéis desenhado por Joe Grant, que serviria como uma narradora para a história que "contaria a vida de Pocahontas 300 anos antes". Joe Grant continuaria a protestar para que a árvore fosse incluída como um personagem a mais dentro da própria história, dando origem a uma avó conselheira espiritual de Pocahontas. Por causa da oposição de Katzenberg em ter a vovó Willow na história, Joe Grant ajudou o colega artista de histórias veterano Burny Mattinson a conceber trocadilhos e piadas envolvendo árvores como "Meu latido é pior do que minha mordida", "As raízes de todos os problemas" e "Eles estão latindo para a árvore errada"; Mattinson relutantemente adicionou as falas ao seu discurso para Katzenberg durante uma reunião de manhã, mas o fez; após a reunião, Katzenberg exclamou: "Todo mundo adorou! De repente: 'Oh, eu a quero no filme!' 'Vamos tornar essa árvore mais ativa na história!'".

### Escolha de elenco

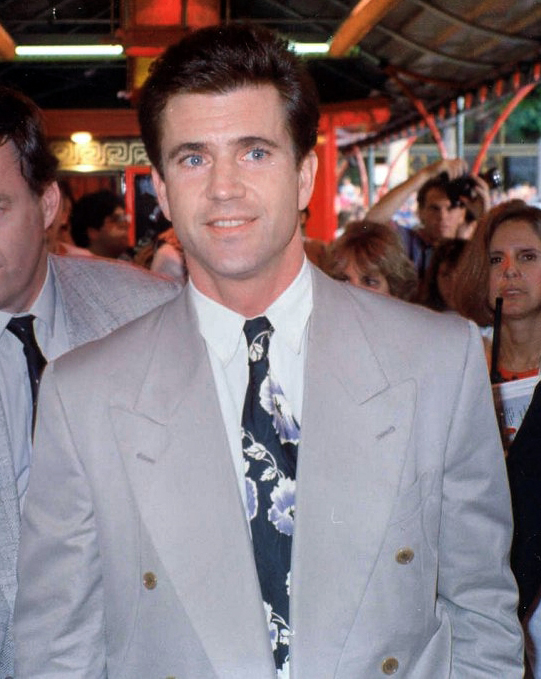
Mel Gibson forneceu as vozes cantadas e faladas de John Smith.

Em setembro de 1992, a Disney começou a escalar atores para a dublagem de Pocahontas, dizendo aos agentes de talento que estavam particularmente interessados em atores nativos americanos para o projeto. Para o papel de Pocahontas, a atriz e cantora da Broadway Judy Kuhn foi contratada para fornecer a voz para a personagem antes de Irene Bedard ser escalada; Kuhn explicou: "Eles disseram: 'Você vai fazer o diálogo a menos que encontremos uma atriz nativa americana cuja voz corresponda à sua'". A própria Bedard estava filmando o telefilme Lakota Woman: Siege at Wounded Knee (1994) onde foi informada pelo diretor de elenco que procuravam alguém para dublar o papel-título; de acordo com Bedard, ela estava lendo jornal dentro de um trem para Buffalo, Nova York, onde ficou sabendo que a Disney já havia encontrado uma atriz para o papel. Quando voltou ao set de Lakota Woman, Bedard soube que ela mesma havia sido escalada. Naquela altura, a atriz canadense Michelle St. John estava realizando testes para o papel de Pocahontas, mas após Bedard ser escalada ela foi realocada o papel de Nakoma.
O ator Mel Gibson foi escalado como o colono inglês John Smith seguindo o desejo de fazer "algo para meus filhos". Em um contraste notável com os dubladores anteriores de filmes de animação da Disney, Gibson forneceu tanto os diálogos quanto a voz cantada para seu personagem, a qual o ator descreveu como a parte mais difícil de seu papel.
Christian Bale fez o teste para o papel de Thomas. Como ele explicou em entrevista à revista Disney Adventures: "os diretores brincaram com Thomas sendo irlandês e escocês e mais jovem do que eu, então tive que levantar minha voz e fazer sotaques diferentes. Mas quanto mais fazíamos isso, mais ele ficava parecido comigo, só que mais velho e inglês". Richard White, que forneceu a voz de Gaston em Beauty and the Beast, deveria dublar Ratcliffe, mas a equipe estava preocupada que ele pudesse soar muito parecido com Gaston, então ele foi substituído por seu co-estrela David Ogden Stiers, que também dá voz ao estúpido assistente de Ratcliffe, Wiggins.
Russell Means foi escalado como Chefe Powhatan, embora inicialmente tenha expressado descontentamento com o roteiro pelo fato de os nativos americanos se dirigirem uns aos outros usando nomes próprios em vez do tradicional "meu pai" ou "meu amigo". O ator indígena canadense Gordon Tootoosis também foi escalado como o curandeiro tribal Kekata. Durante a maior parte da produção, os membros do elenco realizaram seus diálogos em sessões de gravação separadas.

### Design e animação

Esta gravura de retrato de Pocahontas feita por Simon de Passe serviu como uma das muitas inspirações para o visual da personagem-título

Reconhecido por sua animação de Ariel em A Pequena Sereia (1989), o supervisor de animação Glen Keane foi imediatamente escolhido para desenhar Pocahontas. Seguindo as exigências de Jeffrey Katzenberg para tornar a personagem-título "a mulher mais idealizada e melhor já feita", Keane primeiro buscou suas inspirações para suas representações de Pocahontas de Shirley "Little Dove" Custalow-McGowan e Devi White Dove, mulheres indígenas que ele conheceu durante a viagem de pesquisa à Virgínia. Keane lembrou de conhecer as mulheres:
Então eu me virei e lá estava uma linda mulher indiana subindo; uma nativa americana. Ela disse "Você é Glen Keane? O animador que vai fazer Pocahontas?" Eu disse "Bem, sim." E então, de trás de outra árvore, outra mulher apareceu e disse: "Bem, meu nome é Shirley Little Dove, e esta é minha irmã Devi White Dove, e somos descendentes de Pocahontas". E enquanto elas estavam lá, quero dizer, tirei uma foto das duas, e entre seus rostos estava o rosto de Pocahontas em minha mente, eu podia vê-la.
Outras inspirações foram Natalie Belcon, Naomi Campbell, Jamie Pillow, Kate Moss, Charmaine Craig, Christy Turlington, Dyna Taylor, e sua própria dubladora Irene Bedard. Por quase três anos, a própria Taylor sentou-se para quatro sessões de modelagem de três horas nas quais ela foi filmada para que os animadores pudessem desenhar poses dela de diferentes ângulos. Keane também olhou para uma representação de Pocahontas de 1620 em um livro de história, embora ele afirmasse que a representação "não era exatamente uma candidata a 'Mais Bonita' da revista People, [então] fiz alguns ajustes para adicionar um elemento mais asiático ao rosto dela". Devido à complexidade dos esquemas de cores, formas e expressões na animação, um total de 55 animadores trabalharam apenas na animação da personagem, incluindo Mark Henn e Pres Romanillos.
Depois de trabalhar na Sullivan-Bluth Studios por mais de quatorze anos, o animador John Pomeroy, que notoriamente desertou da Disney em 1979 ao lado de Don Bluth durante o trabalho em The Fox and the Hound (1981), voltou para a Disney e trabalhou no filme. Pomeroy observou que inicialmente John Smith foi retratado como bem preparado antes que os animadores tentassem desenhos em que o personagem fosse "mais desleixado", barbudo e carregasse adagas e facas. Pomeroy ficava mais satisfeito com o design do personagem quanto mais simples ele se tornava. Além disso, Pomeroy citou a inspiração para John Smith de Errol Flynn e as características faciais de Gibson.
Inicialmente designado como supervisor de animação em O Rei Leão, Nik Ranieri fez designs de personagens e testes de animação para Timão, mas mudou-se para Pocahontas ficando frustrado com uma visão indecisa dos diretores. Lá, ele foi designado para animar Redfeather até que Jeffrey Katzenberg ordenou que os animais ficassem mudos. Achando penas difíceis para Redfeather gesticular, ele foi novamente designado para animar Meeko usando uma série de livros de animais chamada Little Golden Books ilustrada por Alice e Martin Provensen como referência. Duncan Marjoribanks utilizou formas geométricas para criar Ratcliffe. Nos primeiros rascunhos do personagem, ele tinha um corpo semelhante a uma pêra, mas para torná-lo mais arrogante, o animador aumentou a força da gravidade em seu peito para que parecesse mais pomposo e fisicamente ameaçador. Chris Buck atuou como supervisor de animação para Percy, Wiggins e Vovó Willow. Para Vovó Willow, o rosto era tradicionalmente animado por Buck, enquanto o capuz e o tronco da árvore eram animados digitalmente sob a supervisão de Steve Goldberg. Auxiliado pelos animadores de efeitos, um programa de software 3D foi empregado para que a casca fosse manipulada individualmente e para que o rosto combinasse com a textura gerada por computador. A equipe de animadores supervisores também incluíram Anthony DeRosa para Nakoma, Michael Cedeno para Kocoum, Ken Duncan para Thomas, T. Daniel Hofstedt para os colonos Lon e Ben, e Dave Pruiksma para Flit. Enquanto Mulan estava em seus estágios de pré-produção, dezoito minutos de Pocahontas foram animados por 170 animadores e artistas nos estúdios Disney-MGM Studios.
Inicialmente, Gabriel pediu a Michael Giaimo para criar pinturas conceituais para o filme, já que ambos compartilhavam um estilo de detalhes artísticos secundários e baseados em formas. Giaimo, ele próprio um ex-assistente de animação e depois professor da CalArts, aceitou, onde trabalhou vários meses como freelancer. Depois que Goldberg se tornou o codiretor do filme, os dois diretores pediram a Giaimo que se juntasse oficialmente à equipe, na qual foi promovido a diretor de arte do filme. Para Giaimo, ele contou com designs elegantes e saturados de cores em um formato pouco realista inspirado em "temas caribenhos pré-históricos e criaturas derivadas da arte folclórica mexicana e africana". Giaimo também buscou inspiração para o design visual nas obras produzidas por desenhistas de arte anteriores da Disney, como Richard Kelsey (que havia feito esboços de histórias para seu filme não produzido "Hiawatha"), Eyvind Earle, que trabalhou em A Bela Adormecida (1959), e Mary Blair.

### Música

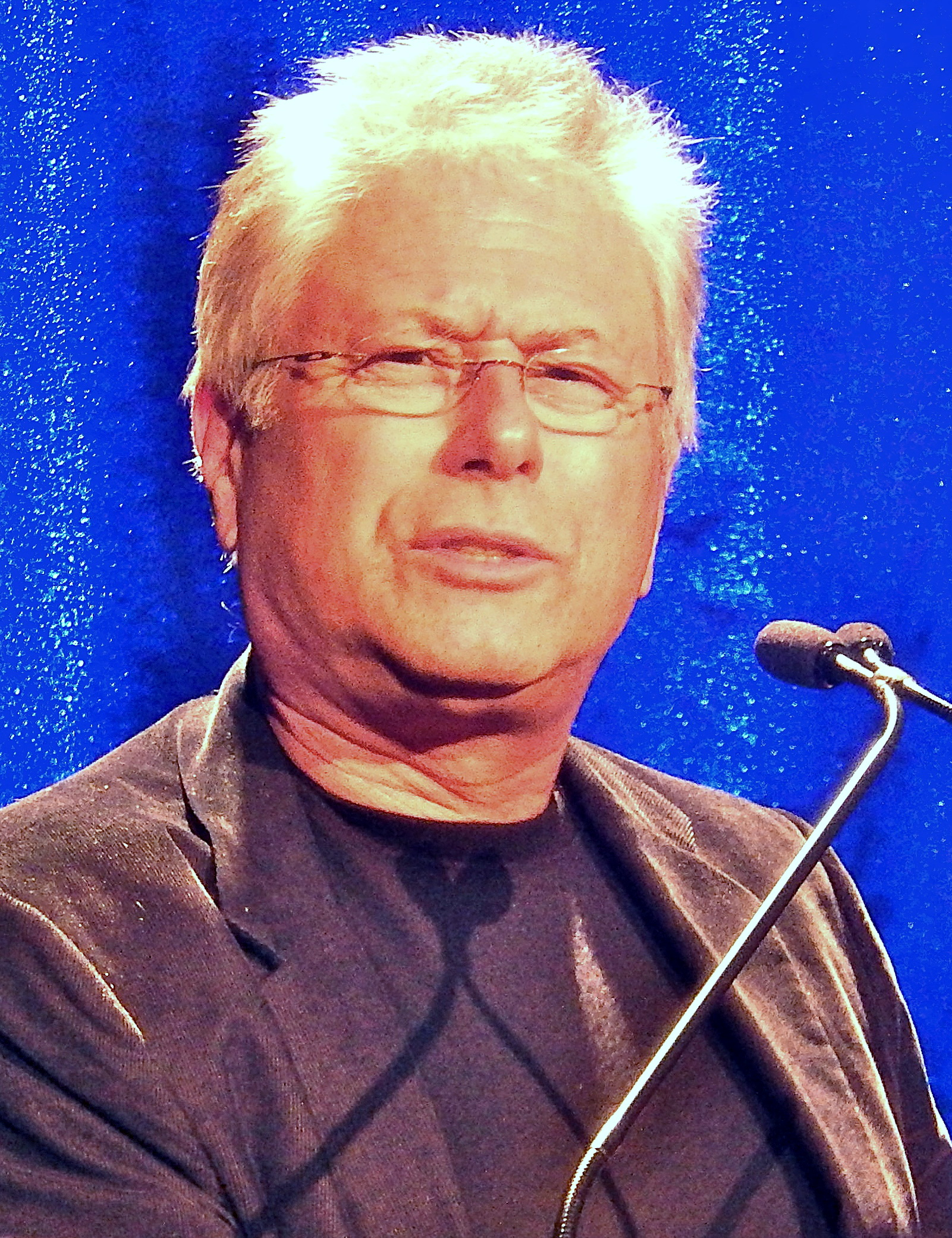
Alan Menken escreveu a trilha sonora do filme.

Howard Ashman e Alan Menken planejavam escrever canções para Pocahontas assim que terminassem de trabalhar em Aladdin, mas Ashman morreu em 1991. Após a morte de seu colaborador de longa data, Menken escreveu as canções restantes para Aladdin com Tim Rice em sua casa em Londres, o que o compositor de Nova York achou difícil. Quando Aladdin terminou, Menken deveria escrever canções para Pocahontas também com Rice. Kevin Bannerman, o diretor de desenvolvimento do estúdio, afirmou que Rice "estava sempre vagabundeando pelo mundo e era difícil reunir ele e Alan... E então aqui estava Stephen [Schwartz], que escreveu trilhas que todos nós amamos e nós éramos grandes fãs, e ele morava na área de Nova York". A Disney imediatamente contatou Stephen Schwartz, que, depois de trabalhar nos musicais Working, Rags e Children of Eden, havia desistido do teatro e estava fazendo cursos de psicologia na Universidade de Nova Iorque; ele foi contratado para escrever as letras. A produção marcaria a primeira vez que Menken colaboraria numa trilha sonora sem Ashman para um filme de animação da Disney. Menken comentou que seu trabalho incluía momentos de tensão porque Schwartz também era capaz de escrever música e Menken tinha experiência com letras.
Devido ao interesse corporativo no filme em torno de seu tema de promover o entendimento entre diferentes grupos e sua inclusão de violência e ameaças de conflito maior, Schwartz envolveu-se fortemente na narrativa. Bannerman estimou que passou uma semana com um dos roteiristas e ajudou a elaborar os temas gerais de tolerância e cooperação. Em junho de 1992, Schwartz foi até Jamestown, Virgínia, onde absorveu a atmosfera do local e comprou algumas fitas K7 de música nativa americana e pesquisou sobre celeumas, bem como outras músicas do início do século XVII que ajudariam a inspirar trilhas do filme. "Colors of the Wind" foi a primeira música a ser escrita para a animação; Gabriel, Goldberg e Pentecost afirmaram que a canção definiu o "coração e a alma" do filme. Schwartz começou "Colors" com alguns rascunhos de ideias para letras inspiradas na carta do Chefe Sealth ao Congresso dos Estados Unidos. Então, Menken escreveu a melodia com Schwartz ouvindo ao piano e fazendo sugestões; Schwartz adicionava letras antes de uma sessão em que eram refinadas.
"Just Around the Riverbend", também composta por Menken e Schwartz, foi idealizada pela esposa de Schwartz, Carole, com a ideia de que Pocahontas teria um sonho recorrente que sugerisse algo vindo em sua direção. A música quase não entrou no filme completa quando os executivos da Disney duvidaram se a canção teria o tipo de impacto que eles queriam naquele momento. Schwartz, no entanto, afirmou que ele e Menken "acreditavam muito nisso. Na verdade, em um ponto, escrevemos uma música diferente para aquele local, mas Alan e eu nunca ficamos tão felizes com a segunda música e, no final das contas, todos na Disney começaram a se sentir assim, também".
Os cineastas planejaram uma música para quando Pocahontas e Smith se encontrassem na clareira, pouco antes de Kocoum atacar Smith. Havia cerca de três a quatro canções neste ponto, incluindo "In the Middle of the River", "First to Dance", que foi considerada muito boba por ter ocorrido antes da morte de Kocoum, e "Powerful Magic", que foi outra tentativa de uma canção alegre. Uma canção de amor, intitulada "If I Never Knew You", foi finalizada pelos animadores, mas após uma exibição de teste em que o público infantil e adolescente não estava interessado na música enquanto tocava, Menken sugeriu que a música fosse removida, embora sua melodia permanecesse na trilha sonora incidental. O lançamento da trilha sonora do filme foi um sucesso, alcançando o primeiro lugar nas paradas da Billboard 200 durante a semana de 22 de julho de 1995. O álbum da trilha sonora recebeu uma certificação de platina tripla.

## Lançamento

### Marketing

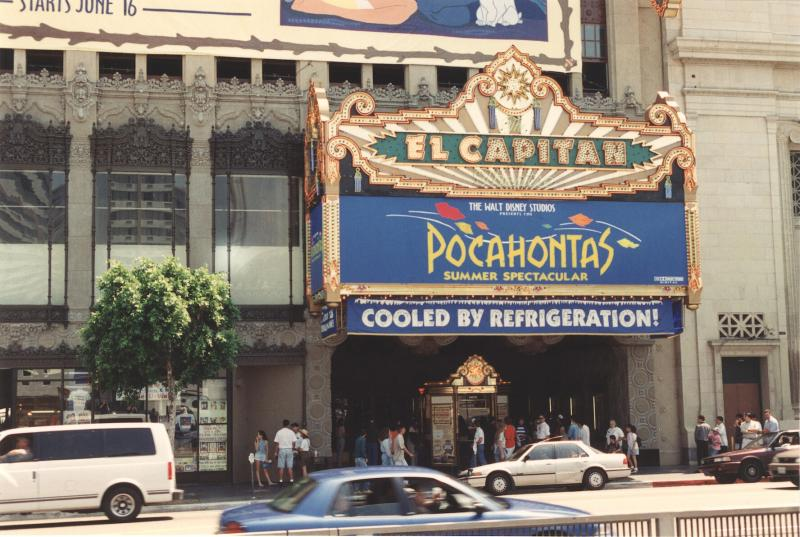
Pocahontas em cartaz no El Capitan Theatre em Los Angeles, Califórnia.

Em 3 de fevereiro de 1995, a Disney iniciou a campanha de marketing promocional do filme em San Diego, Califórnia, lançando uma turnê nacional de dezoito semanas em shoppings de moda localizados em 25 cidades, onde uma exibição chamada "Pocahontas Animation Discovery Adventure" foi criada para ajudar a promover o lançamento. Lá, um animador da Disney guiaria os visitantes em um tour de apresentação, que incluía um labirinto com nenúfares interativos, pássaros voadores e uma enorme parede de vídeo, uma oficina de estúdio onde os visitantes podiam se tornar a voz de seu personagem animado favorito e uma área onde os visitantes poderiam manipular imagens eletronicamente. Além disso, eles demonstrariam técnicas de animação e discutiriam o design e a criação da personagem Pocahontas. Outros vínculos promocionais incluíram o Burger King distribuindo 55 milhões de réplicas de brinquedos dos personagens com refeições infantis, a Payless Shoes vendendo uma linha de mocassins e a Mattel vendendo uma boneca Pocahontas parecida com a Barbie.
Um documentário especial de televisão dos bastidores do filme intitulado The Making of Pocahontas: A Legend Comes to Life foi ao ar no Disney Channel em 20 de junho de 1995, onde os animadores, elenco de voz, equipe e chefes de estúdio foram entrevistados sobre a produção do filme. O especial foi apresentado pela atriz Irene Bedard.
O filme teve a maior estreia da história, em 10 de junho de 1995, no Central Park de Nova York, seguido de uma apresentação ao vivo da cantora Vanessa Williams. Funcionários da Disney estimaram uma multidão de 100.000 pessoas. Os participantes da estreia incluíram o então prefeito de Nova York, Rudy Giuliani, Caroline Bouvier Kennedy, Mariah Carey e Michael Eisner.

### Mídia doméstica
Inicialmente anunciado para ser lançado em 6 de março de 1996, Pocahontas foi lançado pela primeira vez em VHS e LaserDisc nos Estados Unidos em 28 de fevereiro de 1996, sob a linha "Masterpiece Collection". Uma edição VHS de luxo incluía recursos complementares, como um documentário de making of, juntamente com uma edição especial do livro The Art of Pocahontas e impressões litográficas certificadas pela Disney. Em 13 de novembro de 1996, um LaserDisc versão "Deluxe Edition" foi lançado contendo, além do filme, um documentário histórico sobre Pocahontas e um making of do filme, junto com storyboards adicionados, arte de design dos personagens, arte conceitual, animação bruta, publicidade e trailers promocionais, um videoclipe da sequência musical excluída "If I Never Knew You" e um comentário em áudio em um total de quatro discos de dupla face. O lançamento também foi acompanhado de uma edição especial do livro The Art of Pocahontas. A Disney inicialmente vendeu 17 milhões de cópias do VHS para lojas de varejo, com nove milhões de cópias vendidas em seu primeiro fim de semana. Em meados de 1998, a receita operacional do lançamento do VHS havia acumulado US$ 250 milhões em vendas mundiais.
Em janeiro de 2000, a Walt Disney Home Video lançou a coleção "Walt Disney Gold Classic Collection", com Pocahontas relançada em VHS e tendo seu primeiro lançamento em DVD em 6 de junho de 2000. O DVD continha o filme em sua proporção de 1,66:1 aprimorada com som surround de 5.1, sendo acompanhado de bônus especiais, incluindo dois videoclipes, um jogo de perguntas e respostas, o trailer teatral e um livreto de atividades "Fun with Nature". Cinco anos depois, o filme foi remasterizado pela THX para um novo lançamento em DVD que era uma edição especial de dois discos em comemoração do décimo aniversário do filme, sendo lançado em 3 de maio de 2005; este lançamento apresenta duas versões do filme: a versão original de lançamento dos cinemas e outra contendo duas apresentações de "If I Never Knew You".
Em 21 de agosto de 2012, a Walt Disney Studios Home Entertainment lançou Pocahontas, juntamente com sua sequência Pocahontas II: Journey to a New World, em Blu-ray numa edição de dois discos. A animação foi relançada novamente em 2016 com um pacote combo Blu-ray, DVD e Digital HD, disponível exclusivamente através do Disney Movie Club; esta apresentava uma capa totalmente nova e, pela primeira vez, disponibilizava um download de uma cópia digital do filme junto com o lançamento físico.

## Recepção

### Desempenho comercial
Considerado como parte das comemorações dos 400 anos do nascimento de Pocahontas, o filme teve um lançamento limitado na América do Norte em 16 de junho de 1995, ficando em cartaz em apenas seis cinemas selecionados em Chicago, Boston, Atlanta, Detroit, St. Louis e Los Angeles. O filme arrecadou US$ 2,7 milhões durante seu primeiro fim de semana, ficando em oitavo lugar no ranking das bilheterias. Pocahontas bateu o recorde estabelecido por O Rei Leão no ano anterior de um final de semana de abertura de maior bilheteria em menos de 50 cinemas, um recorde que não foi batido até hoje. Seu amplo lançamento ocorreu em 23 de junho de 1995, em 2.596 cinemas. O estúdio estimou inicialmente que Pocahontas ganharia US$ 30,5 milhões, ficando em primeiro lugar e superando o então líder de bilheteria, Batman Forever. O valor foi posteriormente revisado para US$ 28,8 milhões com Pocahontas ficando em segundo lugar atrás de Batman Forever. As estimativas finais colocaram Pocahontas em primeiro lugar no ranking, arrecadando US$ 29,5 milhões em seu primeiro fim de semana, com Batman Forever caindo para a vice-liderança, levando US$ 29,2 milhões.
Até janeiro de 1996, o filme havia acumulado US$ 141,5 milhões nos Estados Unidos, sendo o quarto filme de maior bilheteria na América do Norte em 1995, atrás de Apollo 13, Toy Story e Batman Forever. No exterior, o filme foi projetado para arrecadar US$ 225 milhões, embora a bilheteria estrangeira tenha chegado a US$ 204,5 milhões. No total geral, Pocahontas arrecadou US$ 346,1 milhões em todo o mundo. Embora na época o filme tenha sido visto como uma decepção comercial em comparação com o antecessor O Rei Leão, em janeiro de 1996, o então CEO da Disney, Michael Eisner, contestou em uma reunião anual de acionistas que "Pocahontas está a caminho de ser um de nossos filmes de maior sucesso de todos os tempos. Ele igualou os números de bilheteria de Beauty and the Beast no mercado interno e agora conquistou a Europa e está indo bem em todos os países em que está sendo exibido. As vendas de mercadorias de Pocahontas têm sido fenomenais".

### Resposta da crítica

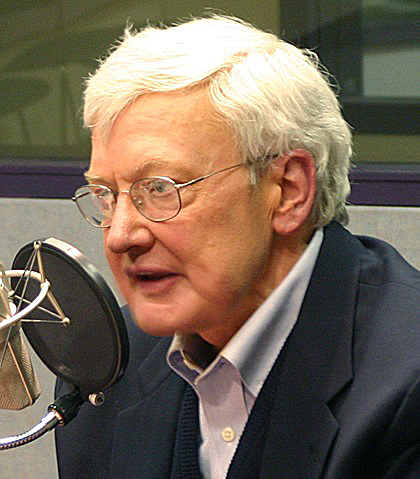
O crítico de cinema Roger Ebert considerou Pocahontas inferior aos filmes renascentistas anteriores da Disney.

Pocahontas recebeu comentários geralmente mistos dos críticos de cinema. O site agregador de críticas cinematográficas Rotten Tomatoes relata que 54% dos críticos deram ao filme uma crítica positiva com base em 56 resenhas, obtendo uma pontuação média de 6/10; o consenso do site afirma que "Pocahontas tem boas intenções e momentos de beleza surpreendente, mas é em grande parte um esforço sem graça e sem inspiração, com trama irregular e uma lamentável falta de diversão". O Metacritic atribuiu um score de 58/100, através de 23 resenhas, indicando "avaliações mistas ou médias". As audiências pesquisadas pelo CinemaScore deram ao filme uma nota média "A−" numa escala de "A+" a "F".
Roger Ebert, crítico de cinema do jornal Chicago Sun-Times, deu ao filme 3 de 4 estrelas, escrevendo que Pocahontas era "a mais bonita das animações modernas da Disney e uma das mais atenciosas", embora fosse mais crítico da história e retrato do vilão, resumindo em última análise que "em uma lista incluindo A Pequena Sereia, Beauty and the Beast, Aladdin e O Rei Leão, eu o classificaria [Pocahontas] em quinto lugar. Tem muitas boas intenções, mas uma escassez severa de criatividade". No programa de televisão Siskel & Ebert, Ebert repetiu o mesmo sentimento, enquanto seu parceiro Gene Siskel foi mais otimista em relação ao filme; ambos os críticos deram ao filme um "polegar para cima". Em sua crítica impressa para o Chicago Tribune, Siskel concedeu ao filme 3 1⁄2 estrelas de 4, afirmando que é um "recurso de animação da Disney surpreendentemente sério, atencioso e lindamente desenhado sobre o direito de nascença americano de exploração e racismo"; Siskel o elogiou por "enviar imagens poderosas às crianças sobre ameaças à ordem natural", restaurar "uma certa majestade à cultura indiana" e por ter "a coragem que leva ao fim da vida".
O roteiro do filme e o seu teor menos humorístico receberam críticas mistas. Owen Gleiberman, da revista Entertainment Weekly, declarou: "com consternação, percebo que praticamente tudo no filme, cada personagem, cada reviravolta na história, cada música, é tão genérico quanto os dois amantes ingênuos. Como uma confecção de conto de fadas, uma espécie de West Side Story ambientado em Jamestown, Pocahontas é agradável de se olhar, e provavelmente irá satisfazer crianças muito pequenas, mas é o primeiro dos desenhos animados da nova era da Disney que parece menos 'animado'". Peter Travers da revista Rolling Stone lamentou que não havia "animais engraçados e de fala rápida. Meeko, o guaxinim, e Flit, o beija-flor, permanecem amigos silenciosos de Pocahontas e fazem você sentir falta da diversão verbal que o suricato brincalhão de Nathan Lane trouxe para O Rei Leão". Desson Howe, resenhando para o The Washington Post, também criticou a escrita dizendo que ela parece reciclar "elementos de Branca de Neve e O Rei Leão, com um choque entre pai e filho, a pureza santa de uma heroína que transforma um povo inteiro, um amor proibido, consultas com um oráculo/xamã (neste caso, um espírito de árvore, dublado por Linda Hunt) e o usual espetáculo de animais engraçados e peludos". Ao chamar o roteiro de "o elemento mais fraco do filme", Janet Maslin do jornal The New York Times resumiu em sua crítica: "Gloriosamente colorido, inteligentemente concebido e colocado em movimento com o habitual vigor da Disney, Pocahontas é mais um feito marcante da animação. Tudo o que um filme infantil deve fazer, exceto enviar pequenos espectadores para casa cantarolando sua música-tema".
De acordo com o Chefe Roy "Crazy Horse" Johnson da Nação Powhatan Renape, uma tribo não reconhecida em Nova Jersey, o filme "distorce a história além do reconhecimento" e "perpetua um mito desonesto e egoísta às custas da Nação Powhatan"; Roy afirmou que a Disney recusou as ofertas da tribo para ajudar a criar um filme mais cultural e historicamente preciso. Em um comentário ao jornal Los Angeles Times, Angela Aleiss disse que Pocahontas e outras representações da princesa nativa raramente mostram que ela tem algo mais importante em sua vida do que seus relacionamentos com os homens brancos. O professor e diretor de estudos das nações indígenas, Cornel Pewewardy, argumenta que o filme apresenta estereótipos prejudiciais da população nativa americana; Pewewardy sente que a representação de personagens nativos, como a Vovó Willow, Meeko e Flit, como animais, tem um efeito marginalizador. O antropólogo Kiyomi Kutsuzawa também observou que no filme, Kocoum e John Smith lutam pelo afeto de Pocahontas; Kutsuzawa viu a vitória de Smith sobre Kocoum no filme como um símbolo do domínio da Europa Ocidental nas Américas e do domínio dos homens brancos sobre os homens de cor.
Por outro lado, o ativista nativo americano Russell Means, que dublou o chefe Powhatan no filme, elogiou as conotações raciais da animação, afirmando que "[a produção de] Pocahontas [foi] a primeira vez que a sociedade masculina eurocêntrica admitiu seu engano histórico" e que faz a "admissão impressionante" de que o propósito da colonização europeia das Américas era "matar índios, estuprar e pilhar a terra". Means também disse que o filme marcou "a primeira vez, além de Northern Exposure, que um rosto humano foi colocado em uma mulher indiana", apelidando Pocahontas de "o melhor longa-metragem sobre índios americanos que Hollywood produziu". A revista The Atlantic concordou, afirmando que a narrativa do filme "tinha uma atitude progressista quando se tratava de interpretar a história", retratando os colonos como "saqueadores em busca de ouro inexistente que pretendiam assassinar os 'selvagens pagãos' que encontrariam no processo", embora a mesma tenha criticado a representação de Pocahontas como estereotipada.

## Principais prêmios e indicações
| Oscar 1996         | Melhor canção original        | Alan Menken, Stephen Schwartz ("Colors of the Wind") | Venceu   |
| Oscar 1996         | Melhor trilha sonora original | Alan Menken, Stephen Schwartz                        | Venceu   |
| Globo de Ouro 1996 | Melhor canção original        | Alan Menken, Stephen Schwartz ("Colors of the Wind") | Venceu   |
| Globo de Ouro 1996 | Melhor trilha sonora          | Alan Menken, Stephen Schwartz                        | Indicado |
| Annie Awards 1995  | Melhor filme de animação      |                                                      | Venceu   |

## Precisão histórica
O verdadeiro nome de Pocahontas era Matoaka. "Pocahontas" era apenas um apelido e pode ser traduzido de várias maneiras como "pequena devassa", "brincalhona", "pirralha" ou "a travessa". Pocahontas tinha cerca de 10 ou 11 anos na época em que John Smith chegou à Virginia Company em 1607, em contraste com sua representação como uma jovem adulta no filme.
Na animação, John Smith é retratado como um homem amável e bem educado, completamente o oposto da história real na qual ele era descrito como grosseiro, rude e com uma personalidade muito autoritária pelos seus companheiros colonos.
Historicamente, não há evidências de um relacionamento romântico que teria surgido entre Pocahontas e John Smith. Também não há provas concretas se Pocahontas realmente salvou a vida de Smith como ocorreu no filme. Na realidade, um grupo de colonos liderados por Samuel Argall capturou Pocahontas três anos depois que John Smith partiu para a Inglaterra; ela se converteu ao cristianismo no assentamento Henricus, localizado na Virgínia, e mais tarde se casou com John Rolfe, que ficou conhecido por introduzir o tabaco como cultura comercial.
O verdadeiro governador Ratcliffe, junto com 14 companheiros colonos, morreu quando foram convidados para uma reunião com a tribo Powhatan. Os Powhatans prometeram aos colonos famintos que eles receberiam milho, mas estes foram emboscados pelos indígenas. Ratcliffe foi amarrado a uma estaca em frente a uma fogueira. As mulheres removiam a pele de todo o seu corpo com conchas de mexilhão e jogavam os pedaços na chama enquanto ele observava; eles esfolaram seu rosto por último e finalmente o queimaram na fogueira.
Roger Ebert criticou os desvios do filme em relação à história, escrevendo: "tendo levado uma das vidas mais interessantes que se possa imaginar, Pocahontas serve aqui mais como um símbolo simplificado". Sophie Gilbert, do The Atlantic, escreveu que "o filme pode ter omitido alguns fatos", mas que isso permitiu que a animação contasse "uma história romântica convincente".
O animador Tom Sito defendeu a relação do filme com a história, afirmando que "ao contrário do veredicto popular de que ignoramos a história no filme, tentamos muito ser historicamente corretos e retratar com precisão a cultura dos Algonquinos da Virgínia".

## Legado
Um show musical ao vivo intitulado The Spirit of Pocahontas foi apresentado no Fantasyland Theatre na Disneyland durante o lançamento do filme nos cinemas. Um videogame intitulado Disney's Pocahontas baseado no filme foi lançado para Mega Drive em 1996. O filme foi seguido por uma sequência lançada diretamente em vídeo, intitulada Pocahontas II: Journey to a New World, lançada em 25 de agosto de 1998; Bedard e Kuhn reprisaram seus papéis como vozes faladas e cantadas de Pocahontas, respectivamente; Donal Gibson, irmão mais novo de Mel Gibson, estrelou como John Smith e Billy Zane estrelou como John Rolfe. Pocahontas, ao lado de outras princesas da Disney, apareceu brevemente no filme Ralph Breaks the Internet de 2018, com Bedard reprisando sua dublagem.
Diversos críticos passaram a discutir a influência de Pocahontas em outros filmes posteriores. Sophie Gilbert, do The Atlantic, argumenta que a forte e corajosa personagem-título de Pocahontas influenciou a representação das heroínas subsequentes dos filmes de animação da Disney, especificamente Mulan, Rapunzel, Mérida e Elsa. Da mesma forma Tasha Robinson, do portal de notícias The Verge, escreveu que Moana (2016) "se baseia" em Pocahontas em seu retrato de uma mulher impulsionada pela sua cultura. O produtor de Avatar, Jon Landau, declarou que Avatar é semelhante a Pocahontas com os alienígenas Na'vi tomando o lugar dos nativos americanos; James Cameron, o idealizador e diretor do filme, disse que concebeu Avatar pela primeira vez na década de 1960, muito antes de Pocahontas ser lançado, mas também disse que Avatar faz referência à figura histórica de Pocahontas.